# Llista de pretendents carlins
Aquests són els pretendents carlins al tron d'Espanya:

## Línia directa (1833–1936)

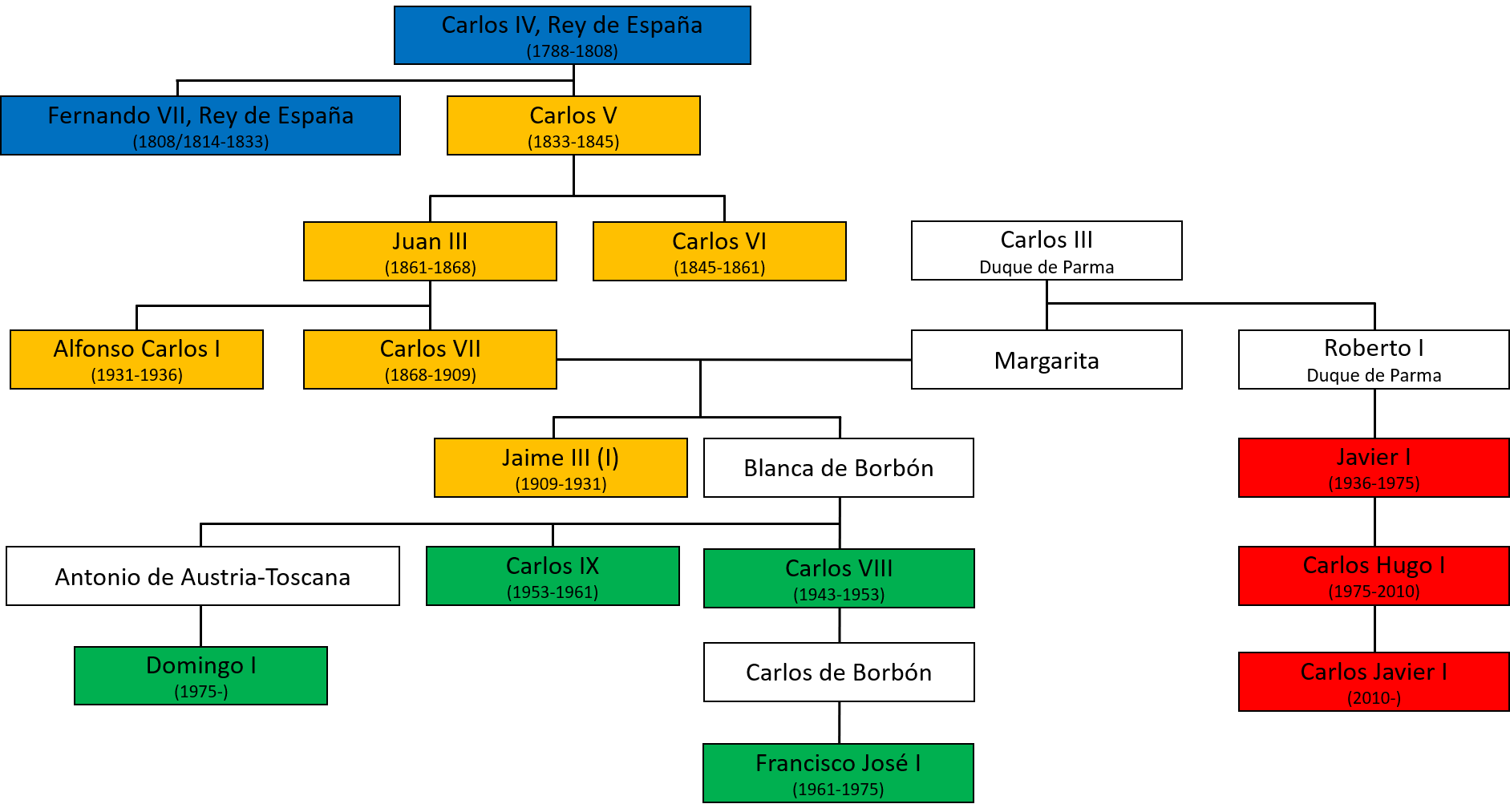
Arbre genológic de pretenents carlins al tron d'Espanya. Llegenda: Reis de España llegítims (Blau), Pretenens carlins de la rama principal (Groc), Rama de pretenens de la casa de Borbó-Parma (Vermell), Pretenets carloctavistes (Verd)

| Imatge                              | Nom                                       | Pretendent com  | Pretendent des de          | Pretendent fins a      |
| ----------------------------------- | ----------------------------------------- | --------------- | -------------------------- | ---------------------- |
| Carles Maria Isidre de Borbó        | Carles Maria Isidre de Borbó              | Carles V        | 29 de setembre de 1833     | 18 de maig de 1845     |
| Carles Lluís de Borbó i de Bragança | Carles Lluís de Borbó i de Bragança       | Carles VI       | 18 de maig de 1845         | 23 d'abril de 1860     |
| Joan Carles de Borbó i de Bragança  | Joan Carles de Borbó i de Bragança        | Joan III        | 23 d'abril de 1860         | 3 d'octubre de 1868    |
| Carles de Borbó i Austria-Este      | Carles de Borbó i Austria-Este            | Carles VII      | 3 d'octubre de 1868        | 18 de juliol de 1909   |
| Jaume de Borbó i de Borbó-Parma     | Jaume de Borbó i de Borbó-Parma           | Jaume III       | 18 de juliol de 1909       | 2 d'octubre de 1931    |
| Jaume de Borbó i de Borbó-Parma     | Alfons Carles de Borbó i Austria-Este     | Alfons Carles I | 2 d'octubre de 1931        | 29 de setembre de 1936 |
| \|                                  | Francesc Xavier de Borbó-Parma i Braganza | Regència        | Des de 1 d'octubre de 1936 | 20 de maig de 1952     |

## Divisió del carlisme

### Els Borbó-Parma
Tot i el Decret d'Unificació de 1937 el sector majoritari del carlisme, liderat per Xavier de Borbó-Parma, es va mantenir al marge del partit únic. Així, durant la postguerra, sota la direcció de Fal Conde va ser reconstruïda l'organització de la Comunió Tradicionalista. Xavier de Borbó-Parma era nebot d'Alfons Carles de Borbó i Austria-Este (Alfons Carles I), el qual en el seu Reial Decret del 23 de gener de 1936 li va havia nomenat Príncep Regent de la Comunió Tradicionalista sense excloure l'opció de convertir-se en rei legitimista. No es va proclamar rei fins a 1952:
| Nom                                                    | Pretendent des de  | Pretendebt fins a  |
| ------------------------------------------------------ | ------------------ | ------------------ |
| Francesc Xavier de Borbó-Parma i Braganza com Xavier I | 20 de maig de 1952 | 20 d'abril de 1975 |

El 1970 l'organització de la Comunió Tradicionalista dirigida per Carles Hug es va reconvertir a Partit Carlista d'ideologia socialista autogestionària, el que va portar a una nova escissió.
| Imatge                                                           | Pretendent des de  | Pretendent fins a  |
| ---------------------------------------------------------------- | ------------------ | ------------------ |
| Carles Hug de Borbó-Parma i Bourbon-Busset com Carles Hug I      | 20 d'abril de 1975 | 18 d'agost de 2010 |
| Carles Xavier de Borbó-Parma i Orange-Nassau com Carles Xavier I | 18 d'agost de 2010 |                    |

| Nom                                         | Pretendent des de | Pretendent fins a |
| ------------------------------------------- | ----------------- | ----------------- |
| Sixte Enric de Borbó-Parma i Bourbon-Busset | 7 de maig de 1977 |                   |

### Els carloctavistes
El pretendent Jaume III no havia tingut fills, però tenia una germana, Blanca de Borbó, casada amb el príncep de Toscana Carles Salvador d'Habsburg-Lorena. El fill d'ambdós, Carles Pius, des de principis de la dècada de 1930 va ser assenyalat com a possible successor per part de l'anomenat Nucli de la Lleialtat, un corrent formada per antics jaimins afins al periòdic El Cruzado Español, que es va caracteritzar tant per la seva negativa a qualsevol tipus d'aproximació a la dinastia alfonsina com pels seus enfrontaments amb els antics mellistes i integristes. Carles Pius es va proclamar legítim pretendent del carlisme com Carles VIII el 1943, pel que els seus seguidors van ser coneguts com a carloctavistes o octavistes. Crearan un partit polític amb la denominació de Comunió Catòlic Monàrquica (1943), també anomenat Comunió Carlista. A partir de la mort de Carles Pius el 1953, aquest corrent va entrar en decadència i de fet cap a 1962 la major part dels antics carloctavistes ja havien havien tornat a la Comunió Tradicionalista, reconeixent com a Rei a Xavier de Borbó i Parma.
| Nom                                                    | Pretendent des de  | Pretendent fins a      |
| ------------------------------------------------------ | ------------------ | ---------------------- |
| Carles Pius d'Habsburg-Lorena i Borbó com Carlos VIII  | 29 de juny de 1943 | 24 de desembre de 1953 |
| Antoni d'Habsburg i Borbó com Carlos IX                | 1953               | 1961                   |
| Francesc Josep d'Habsburg i Borbó com Francesc Josep I | 1961               | 9 de maig de 1975      |
| Domènec d'Habsburg-Borbó i Hohenzollern com Domènec I  | 9 de maig de 1975  |                        |

El partit de la Comunió Carlista, que donava suport als octavistes es va integrar el 1986 en la Comunió Tradicionalista Carlista, però el 2011 la rama carloctavista es va reconstituir en la nova Comunió Catòlica-Monàrquica.

### Juan de Borbón
Degut a l'enfrontament entre els caps carlistes Conde de Rodezno i Fal Conde, els partidaris del primer foren acostant-se a Joan de Borbó, fins a arribar a l'acord de l'Acta d'Estoril del 20 de desembre de 1957. Seguint el que estableix la Pragmàtica de 1713, en extingir-se la línia masculina de Carles Maria Isidre de Borbó (Carles V pels carlistes), els drets passaven als descendents mascles del germà petit d'aquest, Francesc de Paula de Borbó. El primer fill mascle de Francesc de Paula, Francesc d'Asis de Borbó s'havia casat amb la seva cosina la reina Isabel II. Això va produir la circumstància que el fill comú reunia els drets del carlisme i el liberalisme, pels un del pare i pels altres de la mare. Per tant, Joan de Borbó, com a descendent directe d'Isabel II i Francesc d'Asis fou reconegut per una part del carlisme com a rei, com a descendent directe per línia recta masculina de Carles IV. Els drets històrics els va transmetre al seu fill Joan Carles I el 1977, quan ja era rei d'Espanya.
| Nom                                    | Pretendent des de      | Pretendent fins a  |
| -------------------------------------- | ---------------------- | ------------------ |
| Joan de Borbó i Battenberg com Juan IV | 20 de desembre de 1957 | 14 de maig de 1977 |